# Power Rangers Megaforce
Power Rangers Megaforce y Power Rangers Super Megaforce son los títulos de la 20.ª y 21.ª temporada de la franquicia Power Rangers, producidas por SCG Power Rangers y Power Rangers Productions en colaboración con Toei Company, y emitidas en Nickelodeon del 2 de febrero de 2013 al 22 de noviembre de 2014, en dos tandas de 20 episodios cada una (más varios episodios especiales recopilatorios). Sirvió como celebración del 20.º aniversario de la franquicia. Como otras temporadas de la franquicia, parte de sus escenas están extraídas de la franquicia Super Sentai Series. La temporada Megaforce toma sus escenas de la serie Tensō Sentai Goseiger, y la temporada Super Megaforce las toma de Kaizoku Sentai Gokaiger.

## Argumento

### Megaforce
Cuando los malvados alienígenas Warstar atacan la Tierra, el guardián sobrenatural Gosei, asignado por Zordon para proteger la Tierra, y su asistente robótico Tensou, reclutan a cinco adolescentes con actitud para que se conviertan en Power Rangers y protejan la Tierra de los invasores.

### Super Megaforce
Cuando la Armada principal de Warstar, liderada por el príncipe Vekar, planea invadir la Tierra, Gosei le da a los Megaforce Rangers nuevos morphers y unas llaves que les permiten transformarse en los Super Megaforce Rangers, y también les imbuye con el poder de transformarse en cualquiera de los equipos de Power Rangers del pasado.

## Personajes

### Rangers
- Troy Burrows/Megaforce Red Ranger/Super Megaforce Red Ranger: Es un joven nuevo en la ciudad y solitario al principio, pero tiene gran facilidad para hacer amigos. Tiene una gran habilidad en artes marciales, y su infancia difícil le hizo crecer con un carácter responsable y centrado, lo que en opinión de Gosei le convertía en un líder nato. Es el más habilidoso del equipo, tiene un espíritu de lucha inquebrantable y confía plenamente en la raza humana y su potencial como especie para vencer todas las dificultades. Tiene el poder elemental del fuego, y como Super Megaforce puede transformarse en cualquier Red Ranger del pasado. En su forma civil siempre viste una playera con cuello v roja, una chaqueta de cuero negra, jeans azules marinos y tenis de baloncesto negros con agujetas blancas.[2][11]

- Gia Moran/Megaforce Yellow Ranger/Super Megaforce Yellow Ranger: Los demás la pusieron el apodo de "Miss Perfecta". Es guapa, agradable, con gran habilidad en artes marciales, y tan inteligente como segura de sí misma. Emma y ella son amigas desde pequeñas, y aunque ahora se mueven por círculos sociales distintos, esto no ha cambiado. Es la más responsable y centrada del equipo, y también es muy ágil y rápida. Tiene el poder elemental de la tierra y como Super Megaforce puede transformarse en cualquier Yellow Ranger del pasado. En su forma civil viste una musculosa amarilla, con una chaqueta de cuero junto con calzas y botas negras hasta la rodilla.[2][12]

- Noah Carver/Megaforce Blue Ranger/Super Megaforce Blue Ranger: Es un friqui de la tecnología que prefiere utilizar en batalla la inteligencia antes que la fuerza bruta. Es el mejor amigo de Jake, con quien forma un buen tándem. También le interesa lo paranormal, y los temas extraños como la criptozoología o la vida extraterrestre. Tiene el poder elemental del agua, y como Super Megaforce puede transformarse en cualquier Blue Ranger del pasado. En su forma civil usa usa lentes y viste una remera polo con bolsillo y 4 botones azul cielo, un saco azul, pantalones beige y mocasines café con detalles azules. Es el único del equipo que no usa su saco en la mayoría de los episodios.[2][13]

- Jake Holling/Megaforce Black Ranger/Super Megaforce Green Ranger: Es un joven extrovertido, optimista, amante de la diversión y sin miedos, tanto en el campo de batalla como en la vida social. Le encantaría decir a todo el mundo que es un Ranger, pero, como los otros, su juramento de secreto le ata. Es el que tiene la mayor fuerza y resistencia física del equipo. Es el mejor amigo de Noah, con quien forma una pareja imparable, ya que uno suple las carencias del otro. Tiene el poder elemental de la tierra, y como Super Megaforce puede transformarse en cualquier Green o Black Ranger del pasado. Es el único de los Rangers que cambia de color al pasar de Megaforce a Super Megaforce, del negro al verde. En su forma civil viste una camiseta negra de manga corta, una campera con capucha negro mate, jeans azul cielo y tenis de soccer blancos con agujetas negras.[2][14]

- Emma Goodall/Megaforce Pink Ranger/Super Megaforce Pink Ranger: Es una ciclista de BMX a la que le encanta la naturaleza y que desea proteger el medioambiente, por lo que se toma el ataque alienígena y de sus mutantes tóxicos como algo personal. Es la más sensible y comprensiva del equipo gracias a su conexión con el mundo natural, al punto de que es capaz de detectar el potencial del bien en los demás, incluso en los enemigos. Tiene el poder elemental del viento, y como Super Megaforce puede transformarse en cualquier Pink, White o a veces Black Ranger del pasado. En su forma civil viste una chaqueta de jean azul siempre remangada, una camiseta de hilo blanca, short de color rosa y botas de cuero color café.[2][15]

- Robo Knight: Es un misterioso caballero robótico que creó Gosei hace siglos con el solo objetivo de proteger el medioambiente. Tras pasar mucho tiempo dormido, ha perdido parte de su memoria, incluido el momento en que Gosei le creó. Cuando aparecen los mutantes tóxicos, Gosei ayuda a los Rangers, pero se marcha después. Al principio lucha sin pensar en las vidas humanas y deja que los Rangers se encarguen de rescatar a los posibles heridos. Con el tiempo, sin embargo, la influencia de los Rangers empieza a cambiarle, y pasa el resto del tiempo intentando comprender la naturaleza humana. Tiene la habilidad de transformarse en Lion Megazord.

- Orion/Super Megaforce Silver Ranger: Llega al equipo después de que pasan a Super Megaforce. Es un alienígena del planeta Andresia, donde trabajaba como minero. Un día encontró en la mina un cristal con la Silver Ranger Key y una caja con los detalles de los legendarios Sextos Rangers del pasado. Cuando la Armada invadió Andresia, perdió a toda su familia y amigos en el ataque. Con la llave y la caja se transformó en el Silver Ranger y tuvo que sobrevivir solo entrenándose duro. Cuando tuvo la oportunidad, robó una de las naves de la Armada y viajó a la Tierra, donde sabía que habían dirigido sus esfuerzos. En la Tierra pasó un tiempo antes de conocer a los otros Rangers y unirse a ellos. Gosei y Tensou piden a los otros Rangers que ayuden a Orion a integrarse en los usos y costumbres de la Tierra, mientras que Emma y Gia reciben la tarea de hacerle un cambio de look para que parezca más terrícola. Tiene la habilidad de transformarse en cualquier Sexto Ranger del pasado. En su forma civil cuando llega a la tierra al principio viste una musculosa negra, una camisa gris toda gastada, pantalones caqui y zapatos cafés pero tiene el cabello largo y después se lo corta y termina usando una camiseta gris oscuro, pantalones cargo negros con una cadena, tenis negros con cordones azules y una chaqueta de cuero plateada.

### Aliados
- Gosei: Es una criatura sobrenatural que fue aprendiz de Zordon y fue designado por este para proteger la Tierra. Despertó cuando se produjo la amenaza de Warstar, y ordenó a su asistente Tensou que reclutara a los Rangers. Es su mentor y consejero, y quien les va proporcionando sus armas y Megazords a medida que avanza la batalla. Ha tomado la apariencia de una cabeza tiki pensando que para los Rangers sería más fácil aceptarle si tomaba la forma de algo que conocieran.

- Tensou: Es el asistente robótico de Gosei. Tiene la apariencia de un juguete y es mucho más bajito que los Rangers. Ayuda al equipo y sirve como radar para localizar a los monstruos cuando están en la Tierra.

- Ernie: Es el dueño de un bar de zumos, donde los Rangers suelen pasar el tiempo libre.

- Sr. Burley: Es el profesor de ciencias del instituto de Harwood County. También cree en lo paranormal y los fenómenos sobrenaturales, y Noah está muy interesado en su trabajo.

### Arsenal

#### Etapa Megaforce
- Gosei Morphers: Son los dispositivos de transformación de los Megaforce Rangers. Tienen la apariencia tiki de Gosei y funcionan insertando una Power Card en su interior. Funcionan tras pronunciar la frase "It's Morphin' Time, Go Go Megaforce".[Notas 1]
- Mega Blaster: Son las armas básicas de los Rangers, unas pistolas.

- Megaforce Blaster: Es la unión de las armas personales de los Rangers para formar un cañón.
  - Dragon Sword: Es el arma personal del Megaforce Red Ranger, una espada.
  - Phoenix Shot: Es el arma personal de la Megaforce Pink Ranger, una pistola con doble cañón.
  - Snake Ax: Es el arma personal del Megaforce Black Ranger, un hacha.
  - Tiger Claw: Es el arma personal de la Megaforce Yellow Ranger, un arma de mano con apariencia de garra.
  - Shark Bowgun: Es el arma personal del Megaforce Blue Ranger, una ballesta.

- Robo Morpher: Es un dispositivo de Robo Kight que le sirve para transformarse en Lion Megazord.
- Robo Blaster: Es el arma básica de Robo Knight, con un modo espada y otro modo pistola.

- Ultra Swords: Son unas espadas que sirven a los Rangers para invocar el modo Ultra.
  - Gosei Ultra Swords: Es la combinación de las Ultra Swords con los Gosei Morphers.

#### Etapa Super Megaforce
- Legendary Morphers: Son unos dispositivos que reemplazan a los Gosei Morphers y que les sirve para transformarse en los Super Megaforce Rangers. Funcionan con la frase "Legendary Ranger Mode, Let's Power Up".[Notas 2]

- Legendary Keys: Son unas llaves con forma de Ranger que se insertan en los Legendary Morphers. Cada uno tiene una Legendary Key personal para invocar el poder Super Megaforce básico, y después tienen una serie de Ranger Keys que les sirven para invocar los poderes de los Rangers del pasado. También se insertan en la consola del Megazord para que este invoque los poderes de otro Zord o Megazord del pasado.

- Super Mega Saber: Es una de las armas básicas de los Rangers, un sable.
- Super Mega Blaster: Es la otra de las armas básicas de los Rangers, un trabuco.

- Super Silver Spear: Es el arma personal del Super Megaforce Silver Ranger, un tridente.

- Super Mega Cannon: Es un cañón que pueden invocar los Super Megaforce Rangers.

### Zords

#### Etapa Megaforce
- Gosei Dragon Mechazord: Es el Zord del Megaforce Red Ranger, un dragón.
- Gosei Phoenix Mechazord: Es el Zord de la Megaforce Pink Ranger, un ave fénix.
- Gosei Snake Mechazord: Es el Zord del Megaforce Black Ranger, una serpiente.
- Gosei Tiger Mechazord: Es el Zord de la Megaforce Yellow Ranger, un tigre.
- Gosei Shark Mechazord: Es el Zord del Megaforce Blue Ranger, un tiburón.

- Sea Brothers: Son tres Zords de agua que maneja el Blue Ranger, una manta, un tiburón sierra y un tiburón martillo.
- Sea Gosei Great: Es la unión de los cinco Zords principales de los Megaforce Rangers con los Sea Brothers.
- Land Brothers: Son tres Zords de tierra que manejan el Black y la Yellow Ranger, un escarabajo, un dinosaurio y un rinoceronte.
- Land Gosei Great: Es la unión de los cinco Zords principales de los Megaforce Rangers con los Land Brothers.
- Sky Brothers: Son tres Zords de cielo que manejan el Red y la Pink Ranger, un halcón, un pterodáctilo y un cuervo.
- Sky Gosei Great: Es la unión de los cinco Zords principales de los Megaforce Rangers con los Sky Brothers.
- Gosei Great Megazord: Es la unión de los cinco Zords principales de los Megaforce Rangers para formar un robot. Puede combinarse con un trío de Brothers diferente para obtener poderes adicionales.

- Ultra Gosei Great Megazord: Es la unión de todos los Zords en un solo robot.

- Lion Mechazord: Es una transformación de Robo Knight en un Zord con forma de león.

- Sea Lion: Es un Zord auxiliar de Robo Knight, un león marino.
- Sky Lion: Es un Zord auxiliar de Robo Knight, un león volador.

- Gosei Grand Megazord: Es la combinación de Lion Mechazord con Sky Lion y Sea Lion para formar un robot.

- Gosei Great Grand Megazord: Es la combinación de Gosei Grand Megazord y Gosei Great Megazord para formar un solo robot.

- Gosei Ultimate Command Ship: Es el centro de mando de los Rangers, que también es una nave.
  - Gosei Ultimate: Es un robot fruto de la combinación de la Gosei Ultimate Grand Ship con los Ultra Zords.

- Gosei Jet: Es un Zord con un cuerpo principal y cuatro cabezas añadidas que constituyen Zords adicionales. El cuerpo principal es el de un cóndor, y las cabezas son las de un elefante, un delfín, un escarabajo y un caimán.
  - Gosei Jet Megazord: Es la unión de los Zords que constituyen a Gosei Jet para formar un robot.

#### Etapa Super Megaforce
Nuevos zords con temática de vehículos varios, guardados a modo de muñecas rusas dentro del Skyship Zord.
- Super Mega Skyship: Es el Zord del Super Megaforce Red, un galeón pirata.
- Super Mega Jet : Es el Zord del Super Megaforce Blue, un jet.
- Super Mega Wheeler: Es el Zord de la Super Megaforce Yellow, un tráiler.
- Super Mega Racer: Es el Zord del Super Megaforce Green, un coche de carreras.
- Super Mega Sub: Es el Zord de la Super Megaforce Pink, un submarino.

- Legendary Megazord: Es el Megazord principal, capaz de activar poderes de los Rangers del pasado e invocar distintos modos según la generación Ranger.
  - Legendary S.P.D. Megazord: Con el poder de los Power Rangers S.P.D., se combina con el Legendary Runner para obtener poder adicional.
  - Legendary Mystic Force Megazord: Con el poder de los Power Rangers Mystic Force, se combina con el Legendary Dragon y adquiere la capacidad de volar-
  - Legendary Wild Force Megazord: Con el poder de los Power Rangers Wild Force, se combina con Red Lion para que el Megazord lo monte.
  - Legendary Samurai Megazord: Con el poder de los Power Rangers Samurai, se combina con Red Lion de los Wild Force y forman un Megazord Samurai.
  - Legendary Ninja Megazord: Con el poder de los Power Rangers Ninja Storm, se combina con el Samurai Star para formar un Megazord armado con shurikens.
  - Legendary RPM Megazord: Con el poder de los Power Rangers RPM, se combina con Turbo Falcon Zord para formar un Megazord sobre ruedas.
  - Legendary Q-Rex Megazord: Con el poder de los Power Rangers Dino Thunder, los brazos del Legendary Megazord se separan y se juntan los brazos del Q-rex.
  - Ultimate Legendary Megazord: Es la combinación del Legendary Megazord con Q-Rex Drill y Turbo Falcon Zord. Su combinación más poderosa entrando también en la categoría de Utrazords.
  - Jungle Fury Final Strike, Full Fury: Es una estampida con los espíritus animales de los Power Rangers Jungle Fury.
  - Super Mega Slash: Es un ataque de espadas con el Turbo Megazord de los Power Rangers Turbo.
  - Victory Charge: Es un ataque los Gosei Mechazords con el muy parecido al ataque final del Ultra Gosei Great Megazord.
  - Fire Storm Strike: Es un ataque de una bola y un fénix de fuego con el Legendary Battalion Mode de los Power Rangers Battalion.
  - Lightning Aura Strike: Es un ataque de aura mágica y espiritual con el "Aura Power" de los Power Rangers Lightning.
- Q-Rex: Es el Zord del Super Megaforce Silver Ranger. Su poder se basa en el poder de los sextos rangers.
  - Q-Rex Drill: Con el poder de los Power Rangers Time Force, se invoca al Q-Rex desde el futuro, y toma la forma del Quantasaurus Rex.
  - Q-Rex Dinozord: Con el poder de los Mighty Morphin Power Rangers, toma la forma del Dinozord Tiranosaurio.
  - Q-Rex Megazord: Con el poder de los Power Rangers Dino Thunder, toma la forma de robot.

### Villanos

#### Etapa Megaforce
Los villanos de la etapa Megaforce y Super Megaforce son el Imperio Warstar, unos alienígenas que pretenden conquistar la Tierra. En la etapa Megaforce se muestra a la avanzadilla de Warstar, compuesta por tres facciones independientes entre sí.
- Insectoides: Son un grupo de alienígenas con forma de insectos. Se encuentran establecidos en una nave espacial que orbita la Tierra.
  - Almirante Malkor: Es un alienígena con forma de mariposa luna. Lleva siempre un hacha y es capaz de lanzar ataques de desintegración y de fuego. Es muy inteligente, y como rareza entre los villanos de la franquicia, admira y respeta a sus camaradas y aliados.
  - Creepox: Es un guerrero con forma de mantis religiosa y la mano derecha de Malkor. A diferencia de sus compañeros, tiene muy poca paciencia y muy mal genio, lo que le hace discutir constantemente con Vrak. Sus principales armas son las hoces de sus brazos. Sigue el código del honor y orgullo del guerrero, pero si se enfurece, se deja llevar por la ira y la utiliza para aumentar su poder.
  - Loogies: Son los soldados de campo de los Insectoides, unas criaturas de color lima.

- Mutantes Tóxicos: Son unas criaturas hechas de desechos tóxicos y polución, que desean contaminar la Tierra para hacerla habitable para ellos, y se alían con los Insectoides para lograr ese propósito. Su base es una caverna subterránea.
  - Bigs: Es un mutante baboso con una personalidad extremadamente atolondrada y alegre. Tiene un gran respeto hacia sus hermanos tóxicos. En contacto directo con toxinas, aumenta su fuerza. Lleva para luchar una vara y dos bastones, y puede disolverse y hacerse amorfo para evitar los ataques o hacerlos rebotar. Si no se destruye su cuerpo por completo, puede regenerarse y volver a la vida en su caverna.
  - Bluefur: Es un mutante mezcla de simio y tarántula que es el más grande y fuerte de su raza. Lleva un bastón con dos mangos para atacar. Al igual que Bigs, siente mucha simpatía hacia los de su raza.

- Robots: Son un ejército mecánico creado para reemplazar a los Insectoides y los Mutantes Tóxicos para continuar con la conquista. Su base es un laboratorio localizado debajo del mar.
  - Metal Alice: Es una robot fabricada por Vrak en el laboratorio. Considera a los humanos como seres inferiores, y hace todo lo posible por derrotar a los Rangers en nombre de su creador. Aunque al principio es fría y sin escrúpulos, poco a poco se va enamorando de Vrak, sobre todo desde el momento en que este se convierte en un cyborg y le salva la vida.

- Vrak: Es un miembro maquiavélico y traicionero de la nobleza enviado por su padre, el emperador Mavro, para servir con consejero de guerra de los Insectoides. Resuelve los asuntos con lógica y elabora complicados planes para conquistar la Tierra. Después, también trabajará con los Mutantes Tóxicos y con los Robots.

#### Etapa Super Megaforce
La Armada es un gran ejército que a diferencia de la avanzadilla de Warstar está compuesto de una gran multitud de naves y que dirige el príncipe Vekar.
- Príncipe Vekar: Es el hermano mayor de Vrak y el hijo mayor del Emperador Mavro, y el líder de la Armada. Como su hermano, es malicioso y traicionero, y usa su inteligencia para conseguir lo que quiere. A diferencia de Vrak, sin embargo, es iracundo, impulsivo y exaltado, y además tiene un carácter muy infantil. A pesar de ser más mimado que Vrak, siempre le envidió porque su padre le favorecía y le enviaba siempre a él a las misiones secretas. También es bastante incompetente y propenso a caer en trampas. Odia perder y suele robarle a sus subordinados las ideas de batalla para hacerlas suyas. Además, es muy vanidoso y procura no entrar en batalla para no dañarse el rostro.

- Messenger: Es un robot que trabaja como explorador especial de Warstar. Puede lanzar misiles y tiene un potente escudo de defensa.

- Levira: Es una científica que trabaja para Vekar. Es la inventora del maximizador, la herramienta que hace crecer a los monstruos. Es muy cercana al príncipe Vekar y su compañera de conspiración, mientras que se muestra fría y sin escrúpulos con los demás. En batalla porta un látigo láser.

- Argus: Es un robot que sirve como guardaespaldas personal de Vekar. Siempre está pronunciando la frase "Sí, jefe" cuando Vekar le da una orden.

- Damaras: Es un general del príncipe Vekar y el segundo al mando. Es mucho más centrado que su superior. Tiene temperamento, y suele idear planes de los cuales Vekar se queda todo el crédito, pero nunca lo recrimina.

- Emperador Mavro: Es el jefe supremo de Warstar y el padre de Vrak y Vekar. Tras los fracasos de sus hijos, se dirige en persona a supervisar la conquista de la Tierra y la destrucción de los Rangers.

- X-Borgs: Son los soldados de campo de Warstar, unos robots con una X en el pecho, más fuertes que los Loogies al ser criaturas mecánicas inmunes al agotamiento.
- Bruisers: Son la elite de los soldados de Warstar, más poderosos que los X-Borgs comunes y con la capacidad de crecer y enfrentarse a los Zords.
- Kingsmen: Son los más poderosos de los Bruisers, la guardia personal del emperador. Se identifican porque son de color rojo.
- Emperador Mavro: es el jefe final, supremo señor de la Armada, padre de Vrak y Vekar, llega a poner orden y comandar la última misión en venganza por la muerte de sus hijos a manos de los Rangers.

## Episodios
| Temporada | Temporada | Episodios | Emisión original      | Emisión original        | Emisión en Hispanoamérica | Emisión en Hispanoamérica | Emisión en España      | Emisión en España      |
| Temporada | Temporada | Episodios | Primera emisión       | Última emisión          | Primera emisión           | Última emisión            | Primera emisión        | Última emisión         |
| --------- | --------- | --------- | --------------------- | ----------------------- | ------------------------- | ------------------------- | ---------------------- | ---------------------- |
|           | 20        | 22        | 2 de febrero de 2013  | 7 de diciembre de 2013  | 19 de mayo de 2014        | 15 de diciembre de 2014   | 9 de junio de 2014     | —                      |
|           | 21        | 20        | 15 de febrero de 2014 | 24 de noviembre de 2014 | 20 de octubre de 2014     | 9 de marzo de 2015        | 9 de noviembre de 2015 | 4 de diciembre de 2015 |

## Reparto

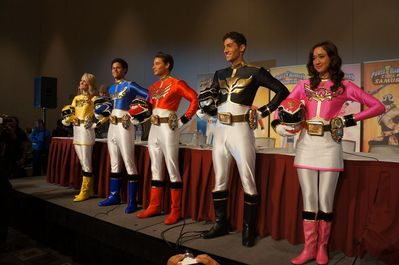
Imagen del elenco con los trajes de la primera temporada en la convención de fanes "Power Rangers Morphicon" (2012).

- Troy Burrows: Andrew Gray
- Gia Moran: Ciara Hanna
- Emma Goodall: Christina Masterson
- Noah Carver: John Mark Loudermilk[16][17]
- Jake Hollín: Azim Rizk
- Orion: Cameron Jebo
- Robo Knight: Chris Auer
- Gosei: Geoffrey Dolan
- Tensou: Estevez Gillespie
- Ernie: Shailesh Prajapati
- Sr. Burley: Ian Harcourt
- Malkor: Campbell Cooley
- Creepox: Mark Mitchinson
- Vrak: Jason Hood
- Bigs: Charlie McDermott
- Bluefur: Jay Simon
- Metal Alice: Sophie Henderson
- Vekar: Stephen Butterworth
- Messenger: Andrew Laing
- Levira: Rebecca Parr
- Argus: Mark Wright
- Damaras: John Leigh
- Mavro: Mike Drew

### Rangers del pasado
Para celebrar el 20.º aniversario de la franquicia, en Super Megaforce volvieron varios actores del pasado realizando cameos.
- Jayden Shiba/Red Samurai Ranger: Alex Heartman
- Casey Rhodes/Red Jungle Fury Ranger: Jason Smith
- Tommy Oliver/Mighty Morphin Green Ranger: Jason David Frank
- T.J. Johnson/Blue Space Ranger: Selwyn Ward
- Cassie Chan/Pink Space Ranger: Patricia Ja Lee
- Leo Corbett/Red Galaxy Ranger: Danny Slavin
- Damon Henderson/Green Galaxy Ranger: Reggie Rolle
- Karone/Pink Galaxy Ranger: Melody Perkins
- Carter Grayson/Red Lightspeed Ranger: Sean Cw Johnson
- Dana Mitchell/Pink Lightspeed Ranger: Allison MacInnis
- Wesley Collins/Red Time Force Ranger: Jason Faunt
- Mike/Green Samurai Ranger: Hector David Jr.
- Emily/Yellow Samurai Ranger: Brittany Anne Pirtle
- Nick Russell/Red Mystic Ranger: Firass Dirani
- Shane Clarke/Red Wind Ranger: Pua Magasiva
- Hunter Bradley/Crimson Thunder Ranger: Adam Tuominen
- Eric Myers/Quantum Ranger: Daniel Southworth
- Cameron "Cam" Watanabe/Green Samurai Ranger: Jason Chan
- Madison Rocca/Blue Mystic Ranger: Melanie Vallejo
- Tori Hanson/Blue Wind Ranger: Sally Martin
- Blake Bradley/Navy Thunder Ranger: Jorgito Vargas, Jr.
- Xander Bly/Green Mystic Ranger: Richard Brancatisano
- Charlie "Chip" Thorn/Yellow Mystic Ranger: Nic Sampson
- Dustin Brooks/Yellow Wind Ranger: Glenn McMillan
- Vida "V" Rocca/Pink Mystic Ranger: Angie Diaz
- Daggeron/Solaris Knight: John Tui
- Udonna/White Mystic Ranger: Peta Rutter
- Cole Evans/Red Wild Force Ranger: Ricardo Medina, Jr.
- Taylor Earthard/Yellow Wild Force Ranger: Alyson Kiperman
- Max Cooper/Blue Wild Force Ranger: Phillip Jeanmarie
- Alyssa Enrilé/White Wild Force Ranger: Jessica Rey
- Danny Delgado/Black Wild Force Ranger: Jack Guzmán
- Merrick Baliton/Lunar Wolf Ranger: Philip Andrew
- Jen Scotts/Pink Time Force Ranger: Erin Cahill
- Lucas Kendall/Blue Time Force Ranger: Michael Copon
- Trip Regis/Green Time Force Ranger : Kevin Kleinberg
- Katie Walker/Yellow Time Force Ranger: Deborah Estelle Philips

## New Powers
En la etapa Super Megaforce, Gosei no solo les ha dado la capacidad de transformarse en Rangers históricos, sino que también la habilidad para desbloquear "Nuevos Poderes" los cuales nunca antes se han visto en la Tierra. Estos poderes representan equipos que nunca han puesto un pie en la Tierra contemporánea, ya que estos son de universos paralelos.
Estos "Nuevos Poderes" son una adaptación de Super Sentai temporadas antes de Kyōryū Sentai Zyuranger que nunca fueron adaptados en los Power Rangers.
Debido a que no había presupuesto suficiente para hacer nuevas escenas para quitar a estos equipos no adaptados del Sentai, Saban optó por incorporarlos a la saga dándole un nombre a cada uno. Dichos nombres son:
- Power Rangers Squadron: Gosei Sentai Dairanger
- Power Rangers Lightning: Hikari Sentai Maskman
- Power Rangers Prism: Chōshinsei Flashman
- Power Rangers Blitz: Dengeki Sentai Changeman
- Power Rangers Supersonic: Chikyū Sentai Fiveman
- Power Rangers Battalion: Kagaku Sentai Dynaman (Solamente es utilizado su Zord)

## Doblaje de Hispanoamérica
- Arturo Cataño como Troy Burrows
- Valentina Souza como Emma Goodall
- Miguel Ángel Ruiz como Jake Holling
- Romina Marroquín Payró como Gia Morgan
- Abraham Vega como Noah Carver
- Víctor Cobarrubias como Robo Caballero
- Alan Prieto como Orión

## Controversias
Estas dos temporadas son consideradas las peores de la franquicia tanto por fans de Super Sentai como los fans veteranos de Power Rangers debido a su mala calidad desperdiciando dos temporadas Super Sentai, malos personajes e historia simple, la primera temporada "Megaforce" ha sido la más problemática durante su producción ya que el equipo de edición consideraba a Tensō Sentai Goseiger muy aburrido para adaptar, prefiriendo adaptar solamente Kaizoku Sentai Gokaiger al igual que el editor de la serie James W. Bates para que estas temporadas fueran tan buenas como el Sentai pero sus ideas fueron rechazadas con el argumento de que por contrato no podían saltarse Goseiger y por órdenes de Saban debían combinar ambas temporadas, varios episodios se escribieron sin su supervisión lo que llevó a su renuncia para la segunda temporada "Super Megaforce", también porque el productor Jonathan Tzachor no quería explorar a los personajes y el equipo creativo solo quería acoplarse al Sentai sin historias originales. 
La segunda Temporada "Super Megaforce" hubo más controversias como la inclusión de Super Sentai no adaptados, que el ranger negro cambiara a verde y el problema más destacado fue la "Batalla Legendaria" que se suponía conmemoraba el 20 aniversario de la franquicia (siendo esta la temporada 21) se llevó a cabo al final de la temporada durando solo cinco minutos de metraje de Gokaiger decepcionando a muchos fanáticos del show ya que los hicieron esperar un año más para tan poco material, también se destaca la desinvitación de muchos actores que habían confirmado su asistencia a este episodio ya que se excedía el presupuesto para llevar a todos a Nueva Zelanda, actores de la era Disney (Tormenta Ninja a RPM) mencionaron que ellos ni siquiera fueron invitados. 
Se especula que se tomó esta decisión de unir ambas temporadas de Super Sentai debido a que para la adaptación de Gokaiger, Saban necesitaba comprar los derechos completos de las temporadas de la era Disney (desde Power Rangers Ninja Storm a Power Rangers RPM) cosa que tomo tiempo y dinero, en lo que conseguían los derechos traerían la adaptación de Goseiger; esto se vio reflejado en la reducción de presupuesto de Super Megaforce ya que no contó con especiales de Halloween y Navidad, y los problemas mencionados anteriormente, igual se destaca de que ninguna de las dos temporadas tuviera un Power Up para la cabina del Megazord, otras especulaciones afirman que fue por tacañería por parte de Saban que no le importaba adaptar ambos Sentai en una misma saga, solo era para vender juguetes de ambas temporadas por dos años, también se rumora que era para estar más a la par con el Sentai y la explicación que dieron de que no se podían saltar ningún Sentai queda desmentida ya que al año siguiente 2015 decidieron saltarse Tokumei Sentai Go-Busters para adaptar Zyuden Sentai Kyoryuger.